# Семёнов, Яков Петрович
Яков Петрович Семёнов (23 октября 1850 года — 1921 год, Багреевка, Ялта) — военный инженер, генерал-майор Корпуса инженеров русской армии. Известен, как главный архитектор Нового Симеиза, автор плана застройки будущего курортного посёлка и проектов многих дач.

## Биография
Семёнов Яков Петрович родился 23 октября 1850 года. Военное образование получил в Константиновском военном училище, затем Николаевской инженерной Академии, откуда выпущен офицером по специальности военный инженер 11 августа 1871 года, 2 сентября 1872 года получив звание прапорщик гвардии.
- 13 апреля 1875 года присвоено звание подпоручик;
- 4 октября 1875 года — поручик;
- 2 июля 1877 года — штабс-капитан инженерных войск;
- 1 апреля 1879 года — капитан.

Участвовал в Русско-турецкой войне 1877—1878 года.
В 1880-е годы Семёнов служил в Севастополе. По его проектам и под руководством построены водопроводы из верховьев одной из балок, впадающей в Южную бухту и из долины реки Чёрной. В 1888—1889 годах курировал работы по реставрации храма-памятника на Братском кладбище в службе Севастопольского крепостного инженерного управления. Там же получил 1 апреля 1890 года звание подполковника, а 17 апреля 1894 года — полковника инженерных войск. 21 декабря 1900 года уволен в отставку с производством в генерал-майоры, генеральской пенсией и правом ношения мундира.
По имеющимся данным, ещё до выхода в отставку, в конце XIX века, Яков Петрович руководил работами в имении графа С. В. Орлова-Давыдова «Селям» в урочище Магарач (ныне посёлок Отрадное, Большой Ялты), где построил водопровод и руководил возведением бытовых помещений. Управляющим имения был Александр Петрович Соловьёв, который, после перехода на службу к владельцам Нового Симеиза Мальцовым, порекомендовал Якова Семенова для проектирования дорог и водопровода будущего курорта. Семёнов работал в Симеизе с 1900 года. Продажа участков под дачи началась в посёлке в 1902 года — к этому времени в Новый Симеиз была подведена от источников водопровод из чугунных труб с резервуаром, устроена канализация, сделан подъезд — экипажная дорога с правильным уклоном от Севастопольского шоссе от горы Чан-тепе (ныне в Симеизе — ул. М. Горького), проложены 5,5 вёрст улиц, заложен парк, включивший гору Панеа, пляж и скалу Дива. Собственно продажей участков занимался Яков Петрович (сам был одним из первых покупателей, построив в 1902 году для своего брата виллу Диво, а после неё, в том же году, и дачу для себя. К 1913 году по проектам Якова Петровича (некоторые в соавторстве с архитектором Н. П. Красновым) в Новом Симеизе было построено 18 из 38 имеющихся дач.

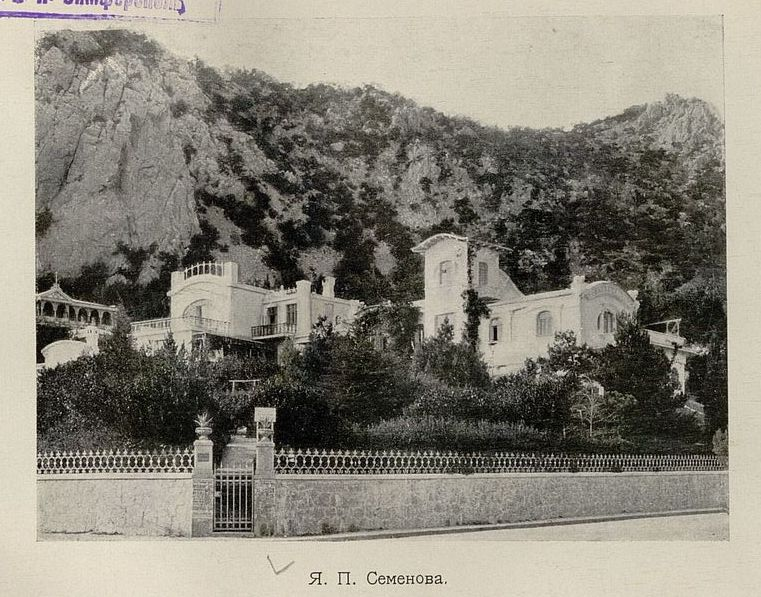
Дача Я. П. Семёнова в Симеизе

О семейном положении Якова Петровича известно, что он был женат и имел 3 детей (упоминаются сын и дочь). Также известно о его брате, Владимире Петровиче (уехал из Симеиза в 1920 году). Во время красного террора в Ялте 7 декабря 1920 года Чрезвычайная тройка Крымской ударной группы управления особых отделов ВЧК при РВС Южного и Юго-Западного фронтов вынесла постановление о расстреле 315 владельцев симеизских дач и членов их семей. Эта же участь постигла и Якова Петровича Семёнова: в 1921 году он, вместе с дочерью, был расстрелян в усадьбе Багреевка, недалеко от водопада Учан-Су.